# Peter Schat
Peter Ane (Peter) Schat (Utrecht, 5 de juny, 1935 - Amsterdam, 3 de febrer, 2003) va ser un compositor neerlandès.

## Biografia
Schat ja era considerat un gran talent durant la seva formació. Va estudiar piano amb Jaap Callenbach a la seva ciutat natal d'Utrecht. Va estudiar composició amb Henk Stam a Bilthoven i després al Conservatori Reial de l'Haia amb Kees van Baaren. Posteriorment es va fer estudiant a Londres amb Mátyás Seiber i a Basilea amb Pierre Boulez. L'any 1957 va guanyar el Premi Gaudeamus durant la Setmana de la Música Gaudeamus.
Es va desenvolupar com a compositor a la dècada de 1950. Ell, com molts compositors d'aquella època, va començar a compondre mitjançant processos estructurals. Això es nota clarament en les seves primeres peces. Més tard va traduir més a la seva obra l'efecte entre les emocions del compositor i el seu públic. A partir de 1961, Schat va treballar en l'obra de teatre musical Labyrint, un projecte interdisciplinari a gran escala basat en De Paradijsvogel de Louis Paul Boon que es va estrenar el 1966. Va derivar cap al compromís social i polític: Schat va ser actiu en els moviments de reforma social dels anys seixanta. Les seves obres d'aquella època també van servir als ideals democràtics.
A finals de la dècada de 1960 això va disminuir i les seves obres van començar a mostrar més referències a estils musicals del passat; primer volia dir irònicament, després més des d'un punt de vista històric. Al llarg de la dècada de 1970 va renunciar al modernisme musical. Es va unir a la música més tradicional i va abraçar l'Orquestra Concertgebouw, que inicialment es va considerar massa tradicional. L'any 1969 havia estat un dels "Trencanous" que va protestar ferotgement durant un concert d'aquesta orquestra, amb l'anomenat "Trencanous Acció". A principis d'aquell any, al Festival d'Holanda de 1969, va ser un dels cinc compositors de l'òpera Reconstrucció amb llibret de Harry Mulisch i Hugo Claus, que denunciava l'imperialisme dels Estats Units a costa del Tercer Món.
De 1974 a 1983, Schat va ensenyar composició al Conservatori Reial de l'Haia. En els darrers anys de la seva posició de professor va desenvolupar el "Rellotge Tonal". Segons la base d'aquest principi i sistema, la consonància i la seqüència de les notes haurien de ser dictades per lleis musicals i no per "manipulació administrativa", com passa en el serialisme. A partir d'aquesta base va desenvolupar un sistema de composició basat en tríades. Això se centra en les relacions musicals entre tons sobre una base no jeràrquica. El resultat va ser un nou tipus de "tonalitat cromàtica". Això hauria reparat la ruptura amb la història, segons el mateix Schat.
Va anunciar aquest sistema de composició el 1982 en una publicació a "NRC Handelsblad". Posteriorment, va publicar llibres sobre el tema: "The tone clock: assaigs and conversations about music" (1984), The world chromatic (1989) i The tone clock (1993). Schat també va ser un dels fundadors de l'"Amsterdam Studio for Electro-Instrumental Music" (STEIM).
L'any 1988 Schat va donar la conferència Huizinga a la Universitat de Leiden sota el títol "Breath, a comparison".

## Personal
Peter Schat va viure molts anys amb l'actriu Marina Schapers, que va morir el 26 de juliol de 1981 a Grècia. Schapers, Schat i el seu fill Bastiaan estaven allà de vacances amb la núvia de Schapers, Kitty Courbois, i el seu fill. Aquest esdeveniment va ser una font d'inspiració per a la novel·la Llucifer de l'escriptora Connie Palmen.
Peter Schat va morir de càncer l'any 2003.

## Composicions
Per la llista de les composicions de Schat, vegeu: Oeuvre of Peter Schat a la Viquipèdia neerlandesa.